# Pairi Daiza
Koordinaten: 50° 35′ 5,8″ N, 3° 53′ 14″ O
Pairi Daiza ist ein in der belgischen Gemeinde Brugelette in der Provinz Hennegau gelegener Zoo, dem ein Botanischer Garten angeschlossen ist. Ursprünglich wurde das Gelände Paradisio genannt. Der Name basiert auf dem aus der avestischen Sprache stammenden Ausdruck pairi daēza, der Paradies bedeutet. Die Anlagen befinden sich auf dem Gelände des ehemaligen Klosters Cambron. Der Zoo ist bei der European Association of Zoos and Aquaria (EAZA) akkreditiert, Teilnehmer am Europäischen Erhaltungszuchtprogramm (EEP) und wurde mehrfach als Bester Tierpark Europas ausgezeichnet.

## Geschichte
Der am 11. Mai 1994 als Parc Paradisio eröffnete, privat geführte Tierpark war zunächst auf die Präsentation von Vogelarten spezialisiert. Im Jahr 2000 wurde das Tropenhaus eröffnet, in dem erste kleine Säugetiere untergebracht waren, im gleichen Jahr wurde als besonderer Anziehungspunkt das Schauaquarium im Château de Cambron realisiert. 2009 erhielt der Zoo den Namen Pairi Daiza, angelehnt an die alte Bezeichnung für Persische Gärten, der ältesten Bezeichnung für das Paradies.
Im Rahmen der als Panda-Diplomatie bezeichneten Vereinbarung, erhielt der Zoo 2014 ein Pärchen Großer Pandas (Ailuropoda melanoleuca) aus der Volksrepublik China, die u. a. vom damaligen belgischen Premierminister Elio Di Rupo bei ihrer Ankunft begrüßt wurden. Die Pandas werden fünfzehn Jahre lang an den Zoo Pairi Daiza verliehen. 2016 und 2019 wurden jeweils Jungtiere geboren.
Mit dem neuen Themenareal The Last Frontier wurden 2019 erstmals Übernachtungsmöglichkeiten auf dem Zoogelände geschaffen. Im neuen Areal befinden sich circa 250 Betten in Ferienhäusern und Hotels.  Ebenfalls seit dem Jahr 2019 öffnet der Zoo auch in den Wintermonaten.
Der Zoo ist ständig bemüht, weitere Attraktionen in Betrieb zu nehmen. So wurde im Jahr 2024 ein neues Japan-Themenareal eröffnet. 2025 soll ein überdurchschnittlich großes Tropenhaus nebst Übernachtungsmöglichkeiten mit einem Unterwasserrestaurant entstehen. Zusätzlich wurden Pläne für den Bau eines Wasserparks, der 2026 in Betrieb gehen soll bestätigt.

## Anlagenkonzept und Tierbestand
Der Zoo versteht sich als Geozoo und gliedert sich momentan in neun verschiedene Themenareale, die als Welten bezeichnet werden. Diese Welten sind abwechselnd mit Freianlagen und Tierhäusern ausgestattet. Im Zoo werden insgesamt rund 7500 Tiere gehalten.

### Cambron-Abbey (Cambron-L'Abbaye)
Das Themenareal schließt die Ruinen des Klosters Cambron ein, daneben befindet sich in diesem Themenareal der Haupteingang und eine Rekonstruktion der ehemaligen Klosterbrauerei, die auf das Jahr 1775 zurückgeht und in der heute wieder fünf verschiedene Arten Bier gebraut werden. Ebenfalls in diesem Bereich ist der Bahnhof der Dampfeisenbahn Pinnawala Express, eine 7000 m2 große Tropenhalle (The Oasis) und ein Rosengarten. Der Tierbestand umfasst beispielsweise Eigentliche Bärenkuskuse, Große Ameisenbären, Nacktmulle, Angoraziegen oder Fledermäuse, die in der Krypta des Klosters gehalten werden.

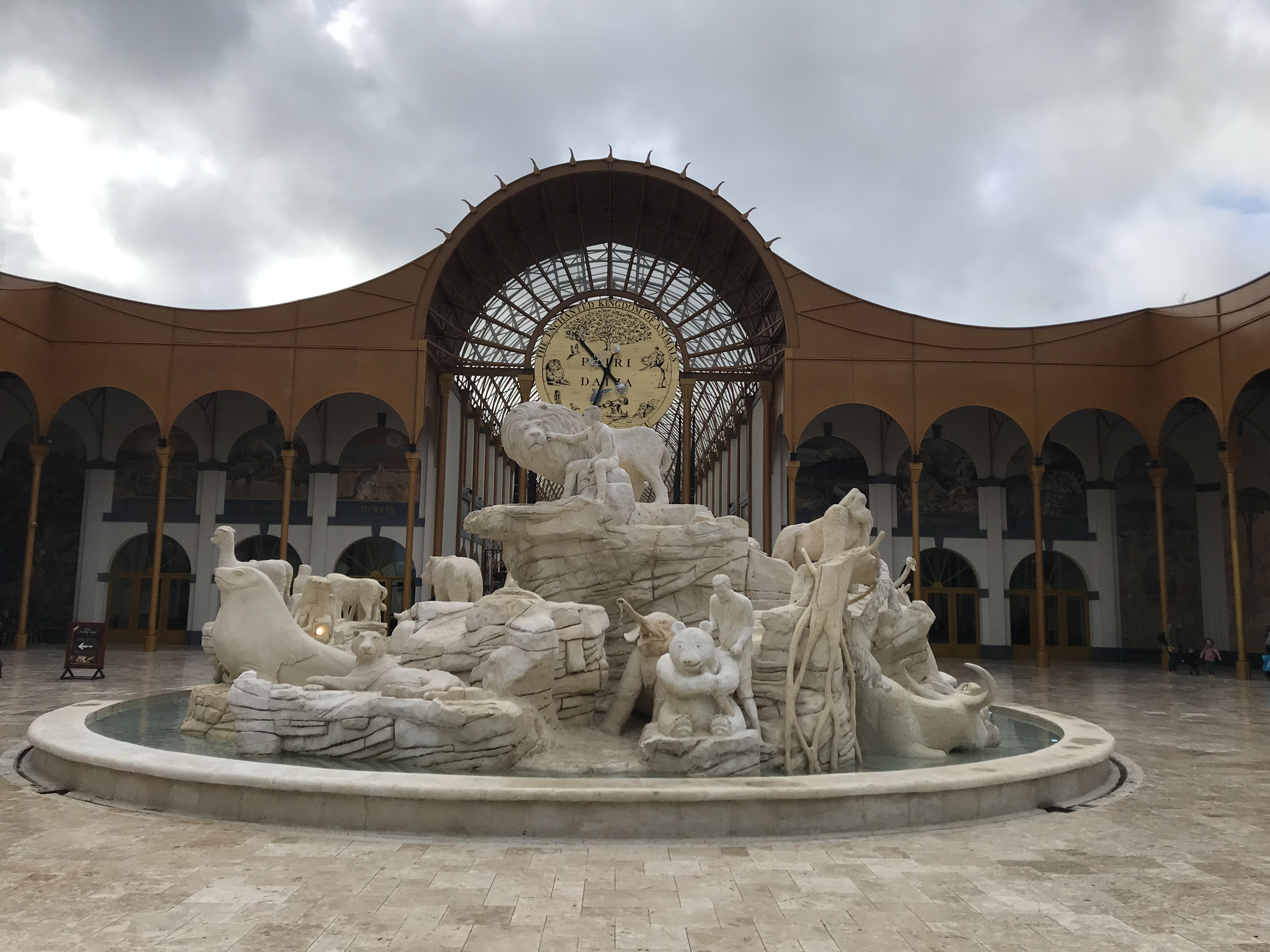
Eingangsbereich
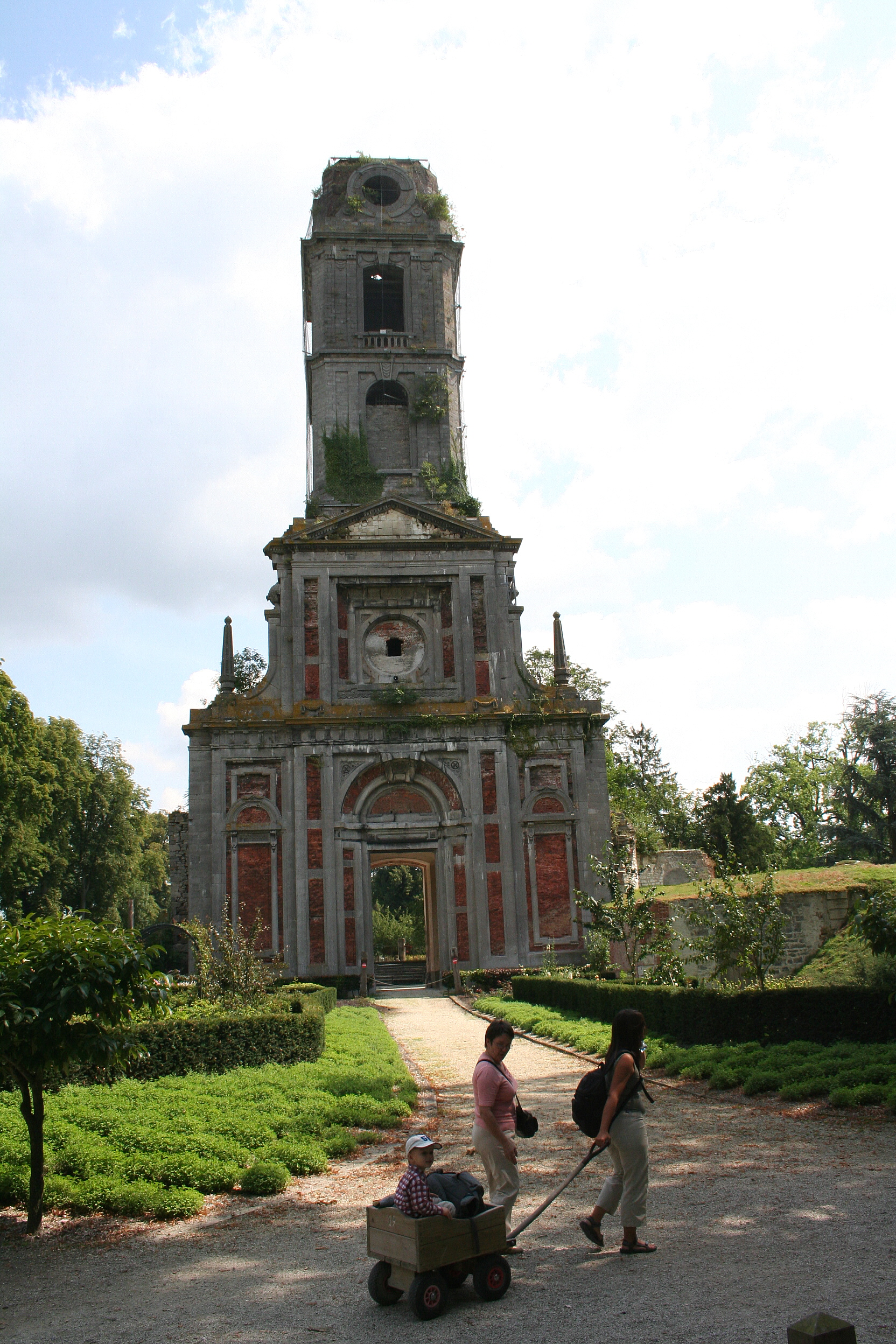
Turm des ehemaligen Klosters
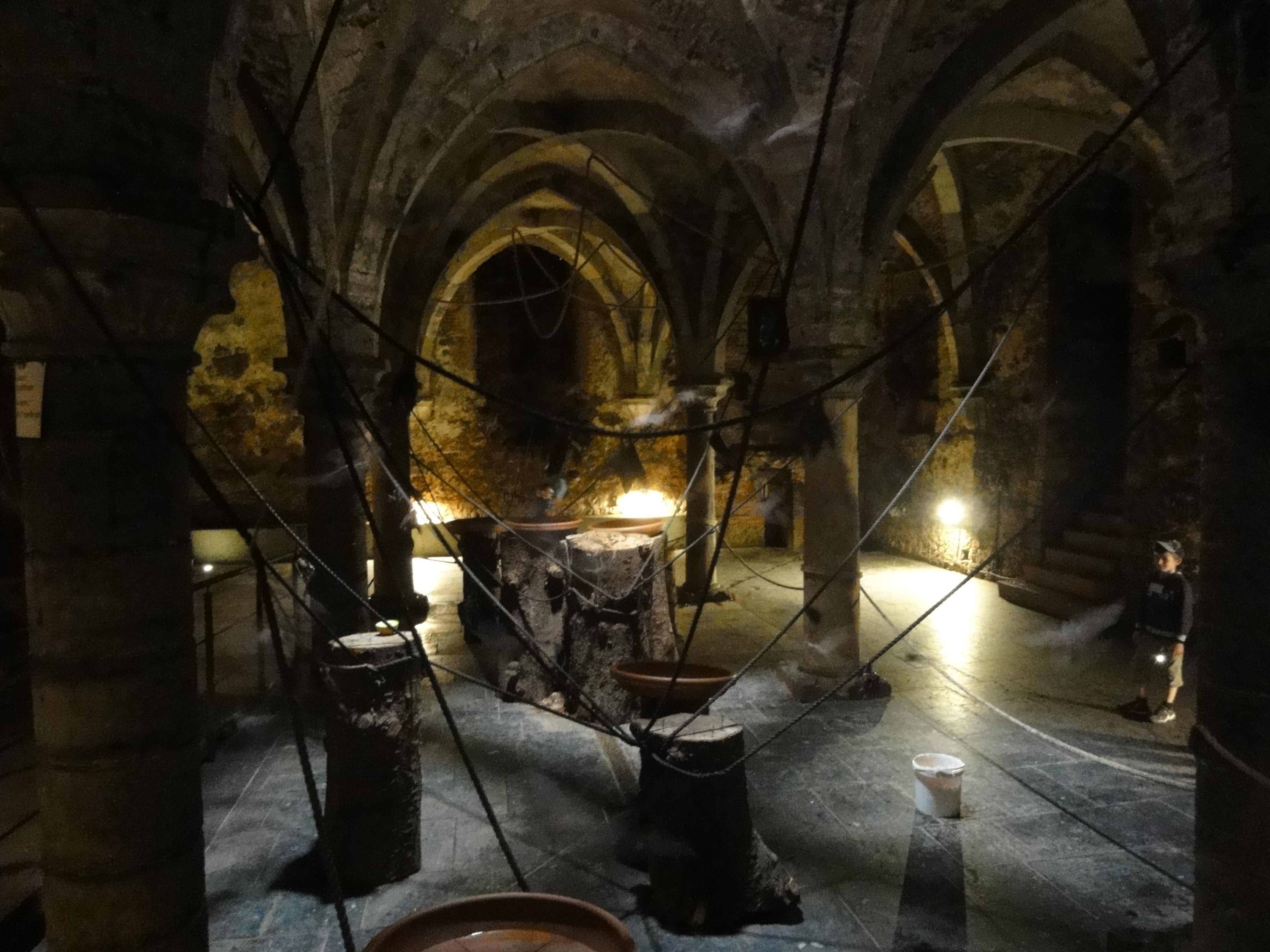
Krypta mit Fledermäusen

### Cambron-by-the-Sea (Cambron-sur-la-mer)
In diesem Themenbereich liegt der Fokus auf dem Aquarium im Château de Cambron. Außerdem umfasst der Bereich die Nachbildung eines Leuchtturms, einen großen Kinderspielplatz sowie begehbare Gehege für Brillenpinguine und Seehunde. Der Fischbestand des Aquariums umfasst unter anderem Doktorfische, Axolotl und unterschiedliche Haie. 

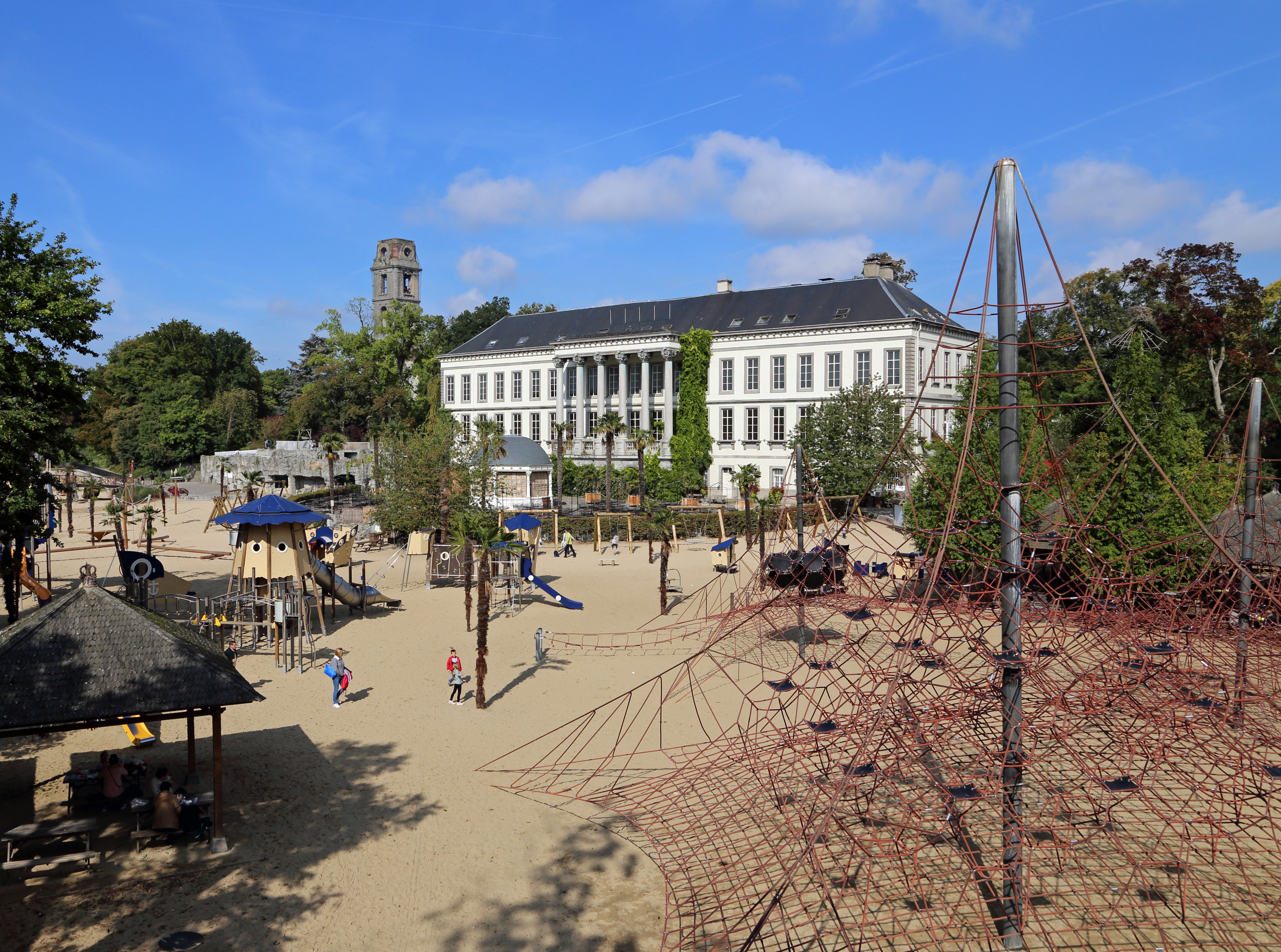
Spielplatz mit dem Schloss im Hintergrund
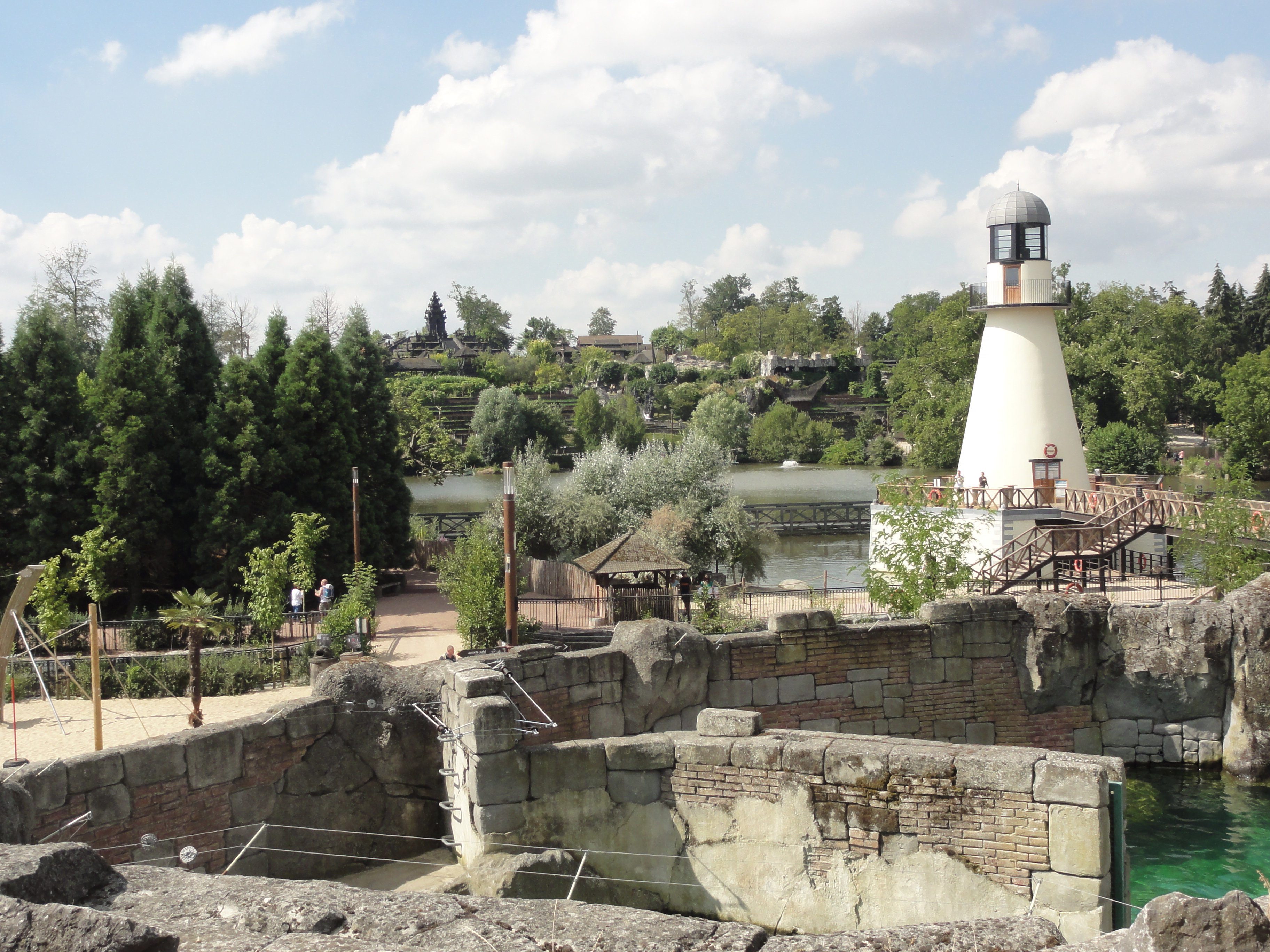
Seehundanlage mit dem Leuchtturm im Hintergrund
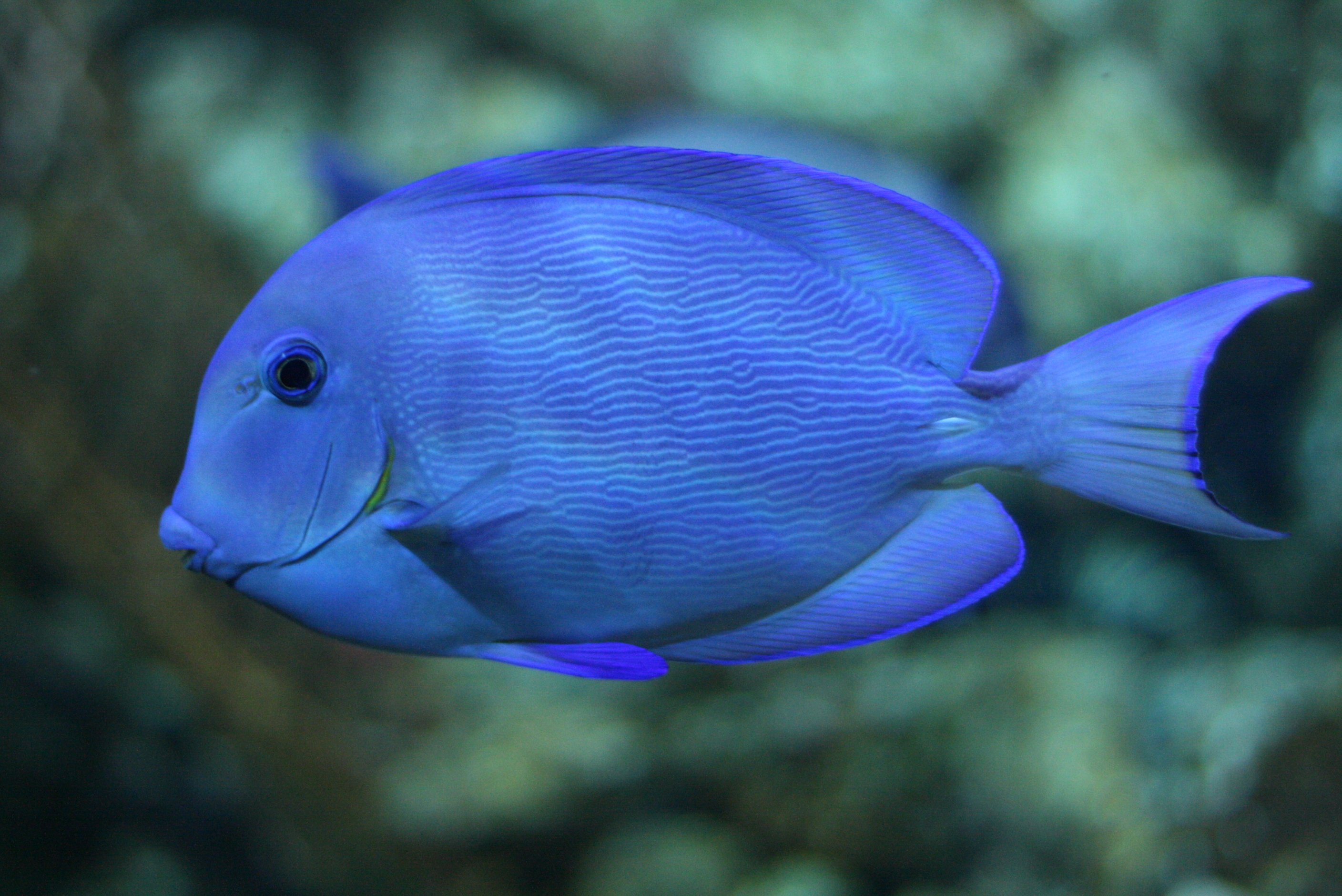
Doktorfisch im Aquarium

### The Kingdom of Ganesha (Le Royaume de Ganesha)
Im Königreich des Ganesha werden Pflanzen und Tiere auf etwa vier Hektar aus Südwestasien präsentiert. Das Areal umfasst die größte geweihte hinduistische Tempelanlage Europas, gebaut auf traditionelle Weise mit Lavastein aus Java und Bali. Der Tierbestand in diesem Zoobereich umfasst unter anderem die größte Herde Asiatischer Elefanten in einem europäischen Zoo, Bengalische Tiger, zwei Gruppen Orang-Utans die in Vergesellschaftung mit Fischottern gehalten werden, sowie Komodowarane. 

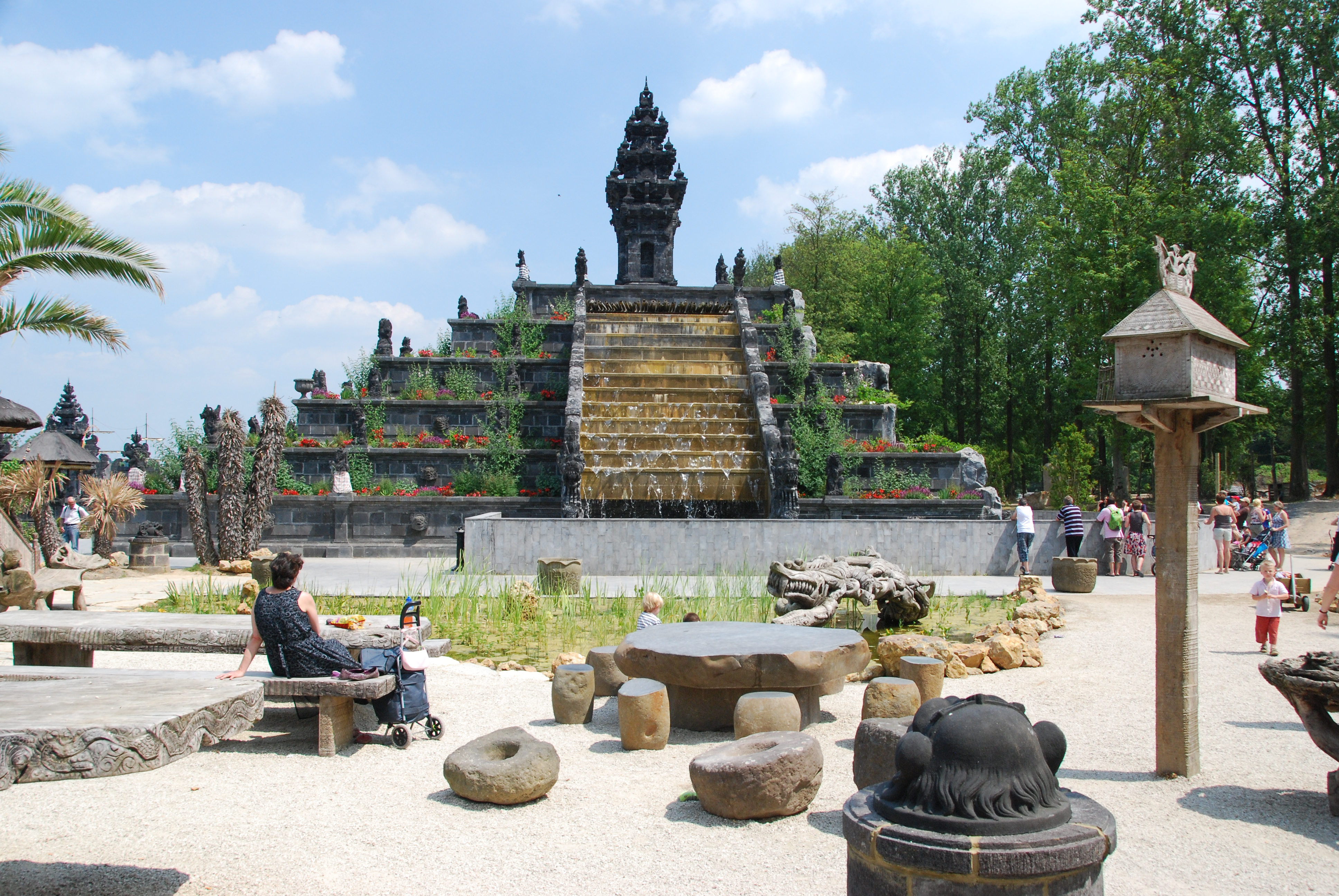
Tempelanlage
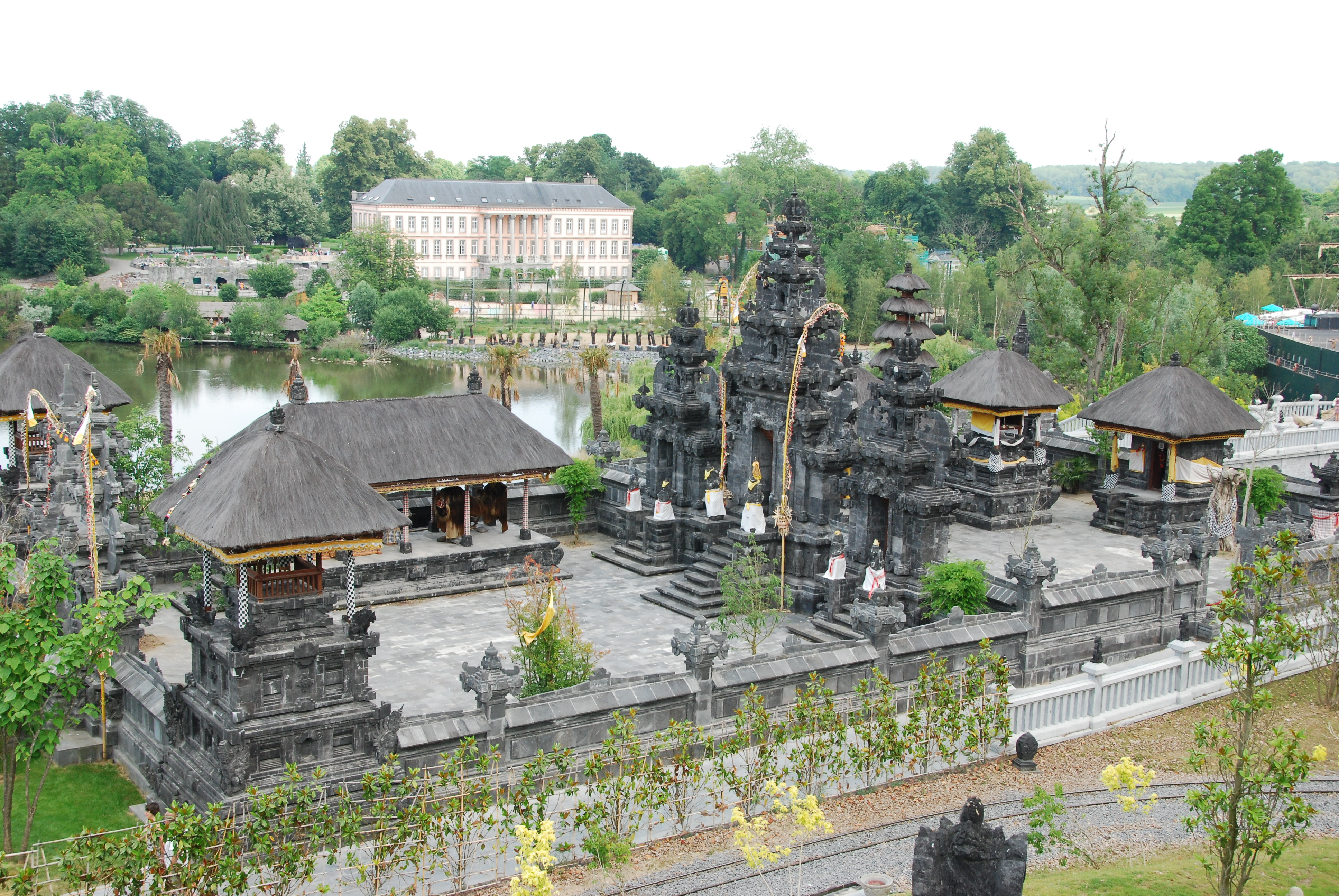
Tempelanlage
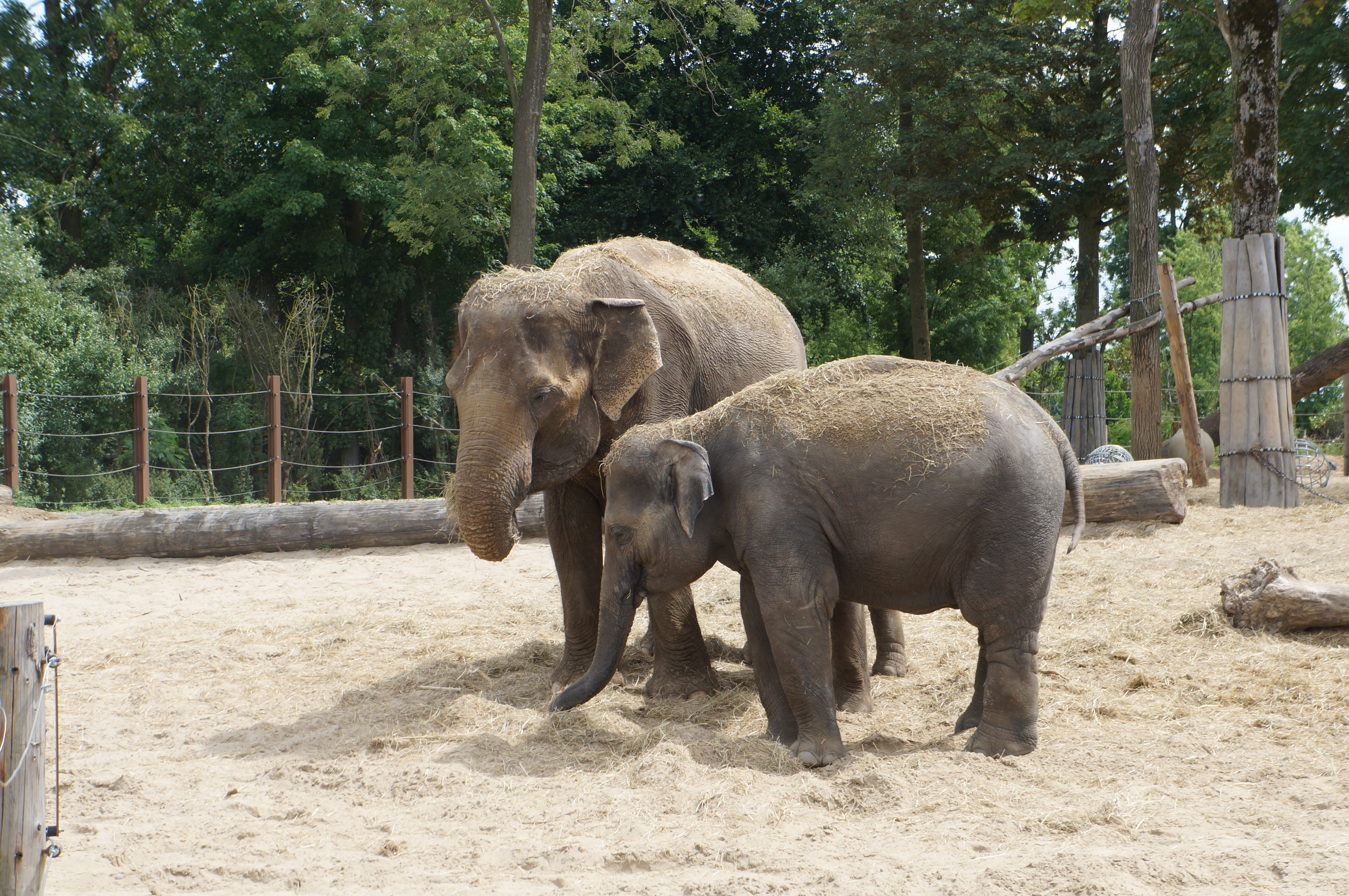
Asiatische Elefanten

### The Land of Origines (La Terre des Origines)
In einem Nachbau des Walfangschiffs Mersus Emergo finden das Tierhaus der Giraffen sowie verschiedene Schauterrarien und ein Restaurant Platz, darüber hinaus umfasst der Themenbereich die Nachbildung zweier afrikanischer Dörfer. Im afrikanischen Bereich findet sich unter anderem das Gehege der Schuhschnäbel. Der Tierpark Pairi Daiza war der erste Zoo weltweit, in dem 2008 zwei Schuhschnabelküken in Gefangenschaft schlüpften. Außerdem werden unter anderem Breitmaulnashörner, Flusspferde, sowie zwei Gruppen Gorillas auf zwei als Vulkaninseln gestalteten Gehegen gehalten. Auf einer weiteren Inseln werden Kattas in einem Kontaktgehege gehalten.

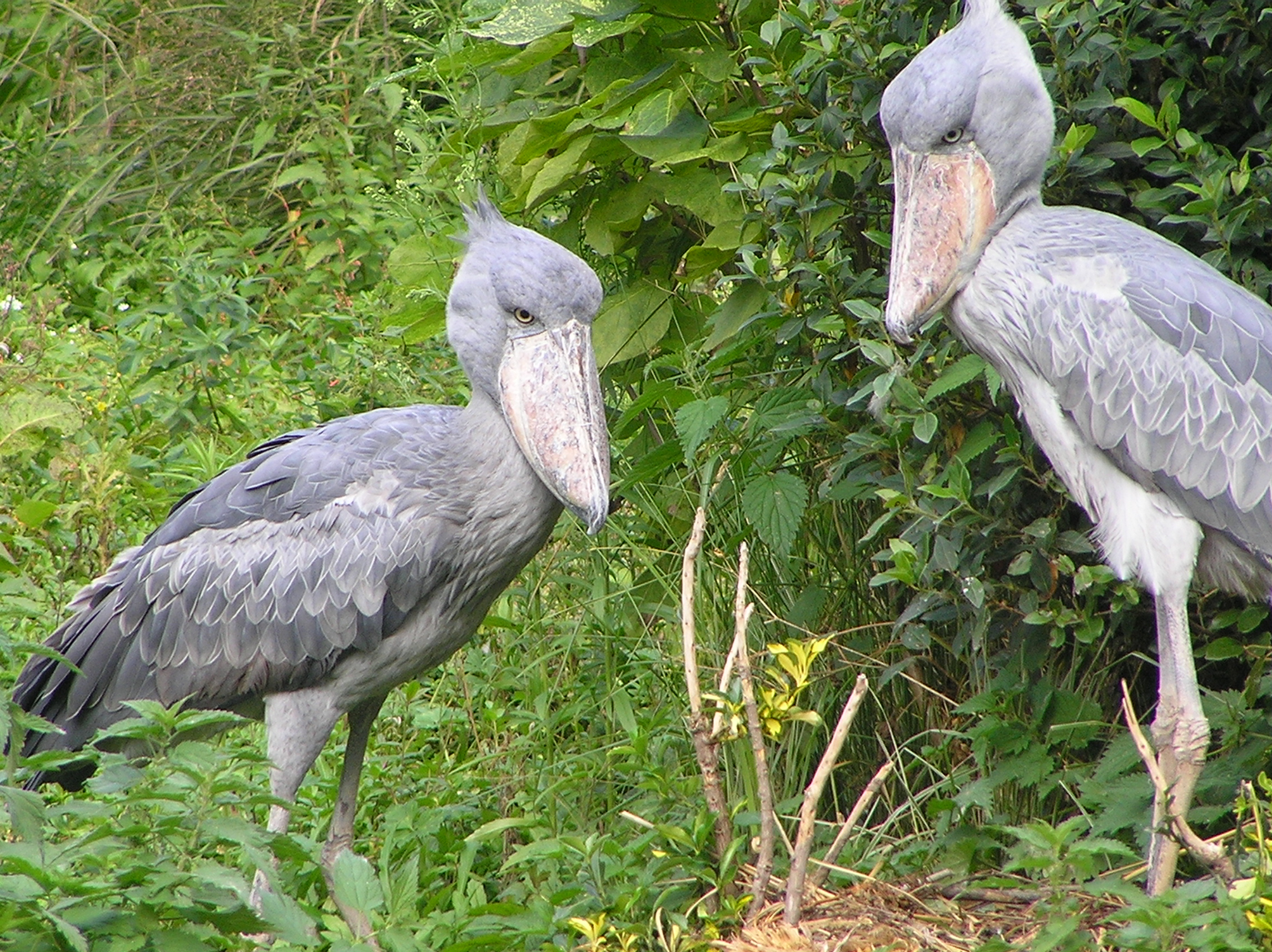
Schuhschnäbel
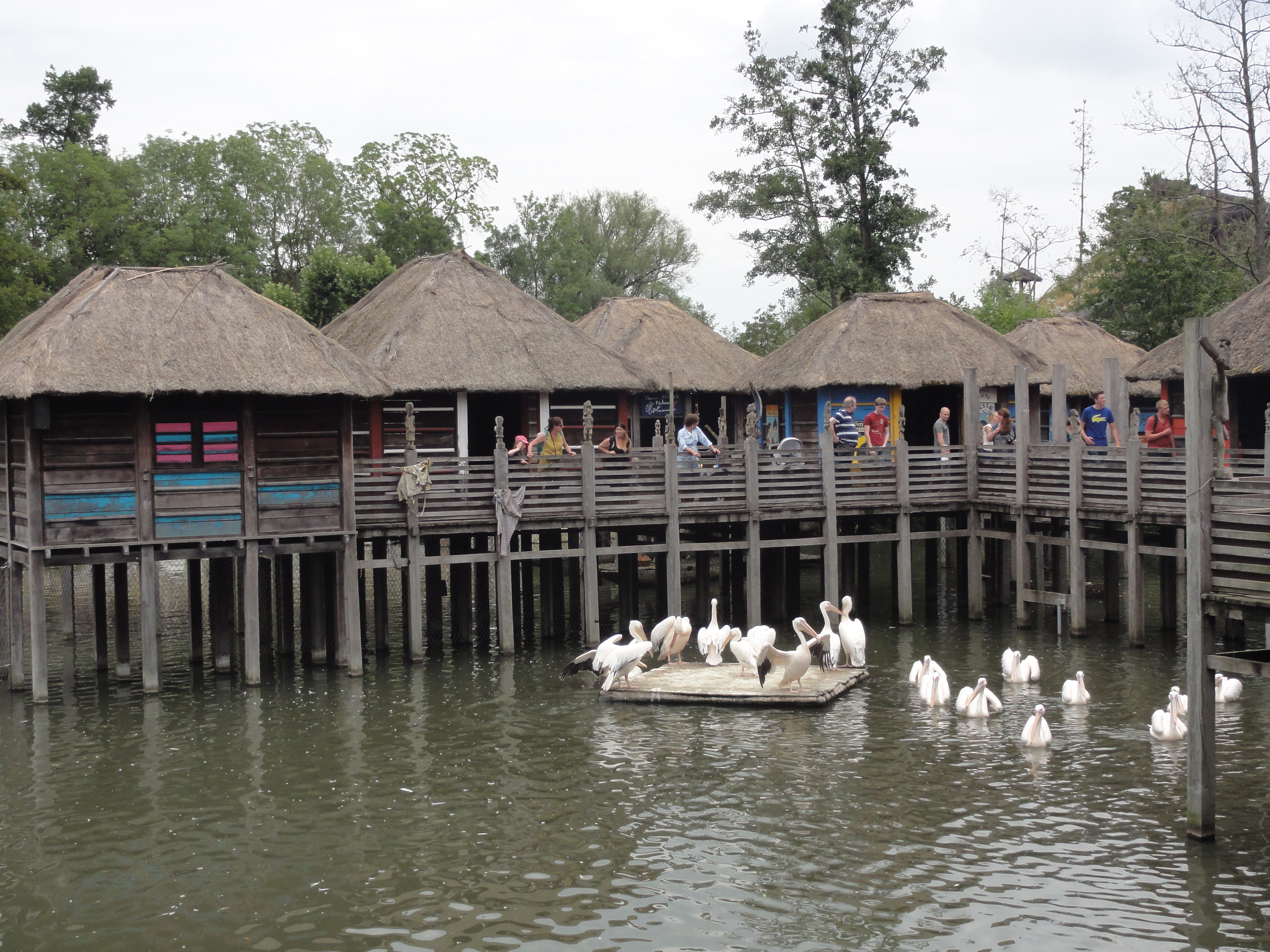
Nachbildung eines afrikanischen Stelzendorfs
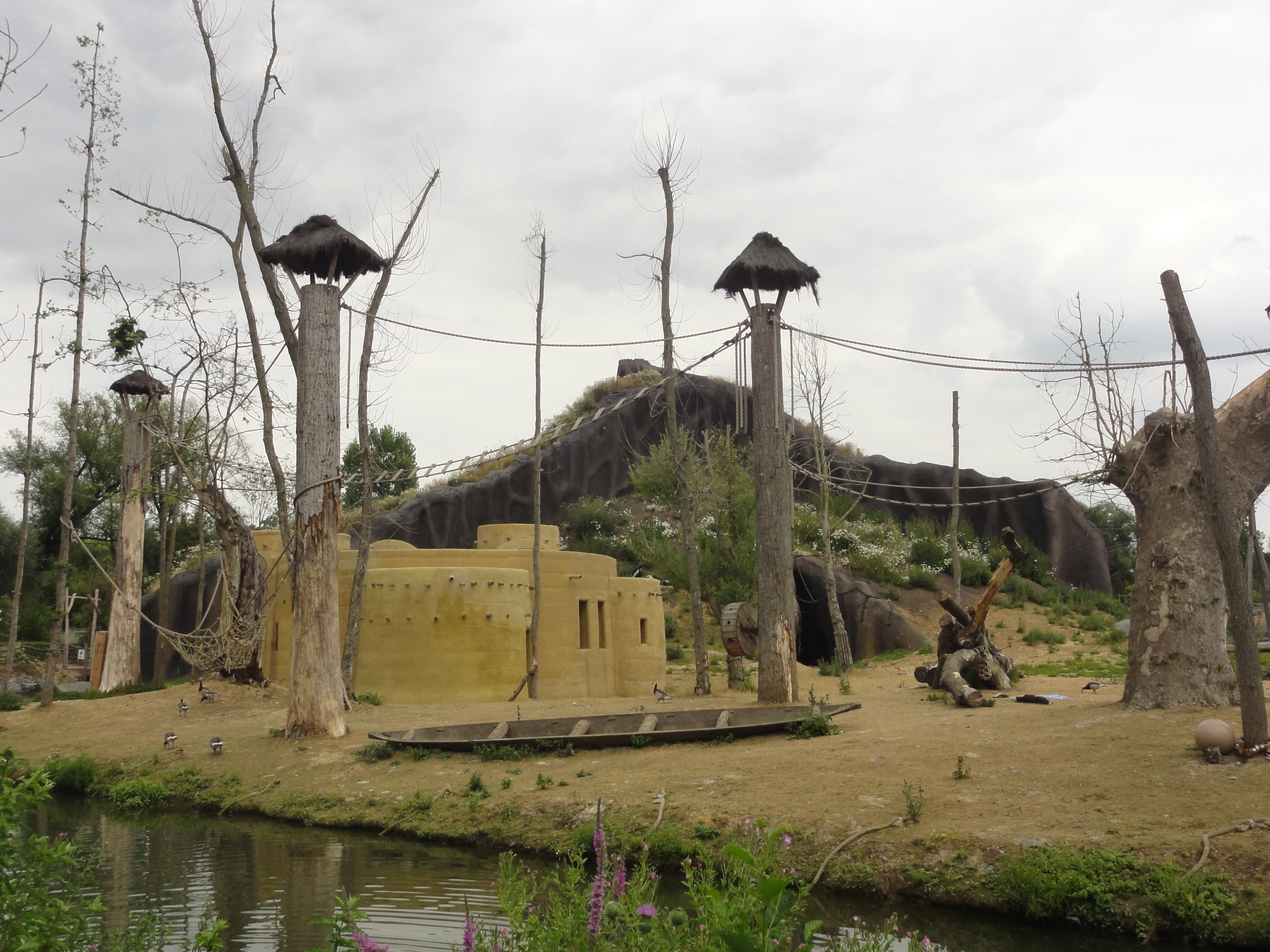
Anlage der Gorillas

### The Middle Kingdom (Le Royaume du Milieu)
Dieser 2006 eröffnete Themenbereich umfasst den größten chinesischen Garten außerhalb Chinas.  Neben den Großen Pandas werden dort unter anderem Schneeleoparden, Takine und Binturongs gehalten.

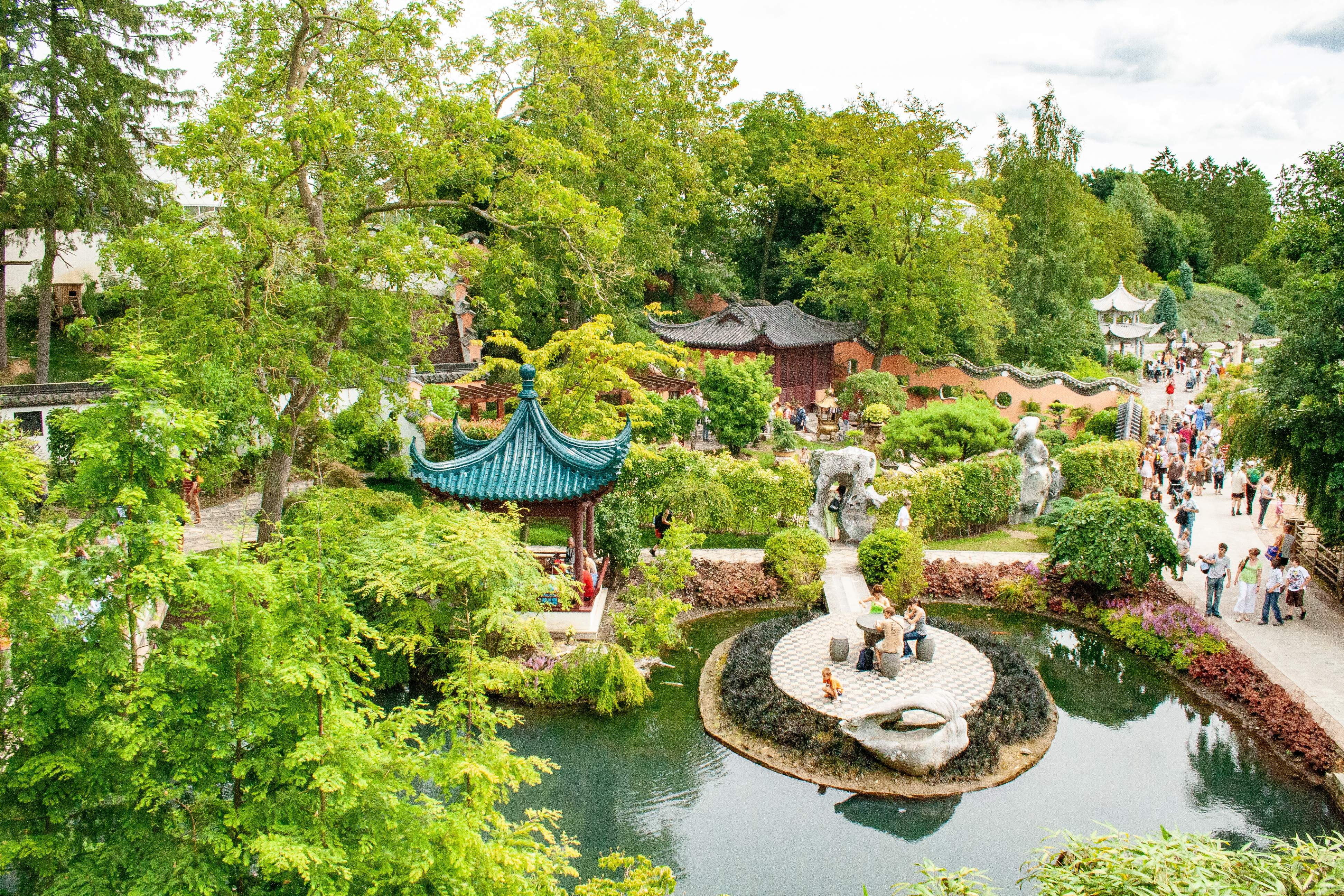
Übersicht über den chinesischen Garten
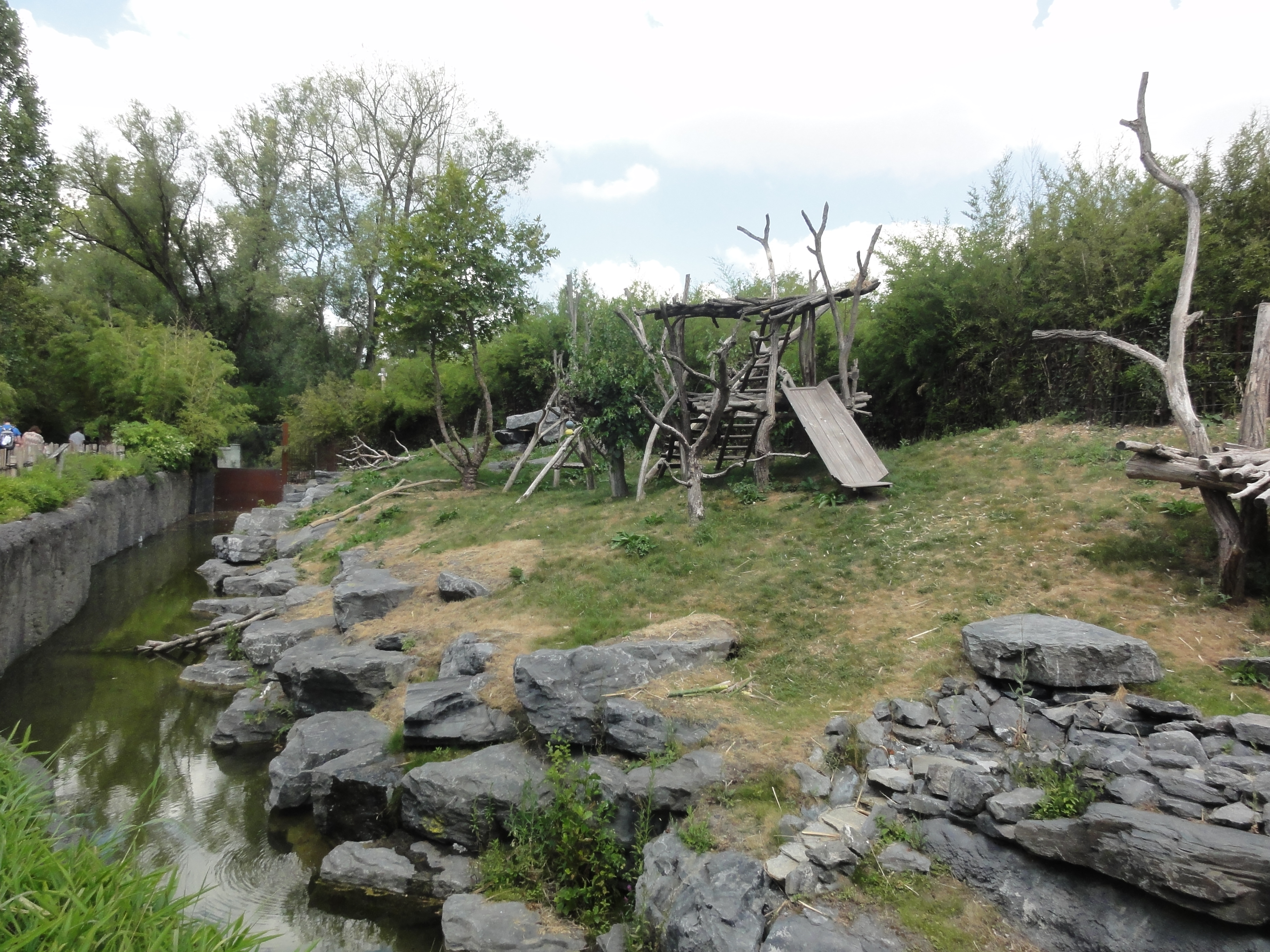
Gehege der Großen Pandas
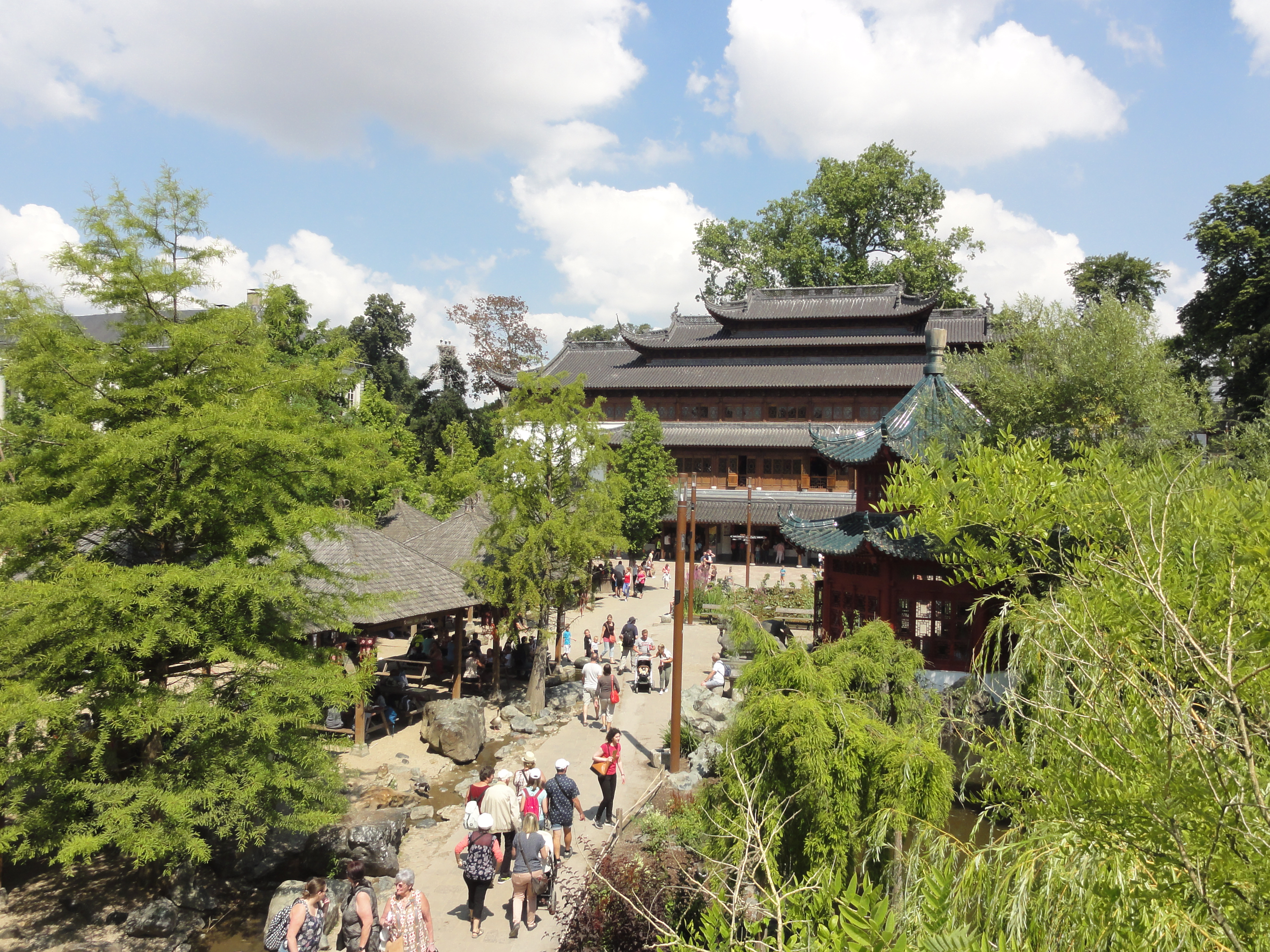
Chinesischer Garten mit Pagodenbau

### The Last Frontier (La Dernière Frontière)
Im Last Frontier ist der kanadischen Provinz Britisch-Kolumbien nachempfunden und es wird die Tier- und Pflanzenwelt Nordamerikas präsentiert. Der 2019 eröffnete Bereich umfasst auf etwa acht Hektar mit knapp 1000 Fichten und Lärchen und unter anderem ein Gehege mit einer Vergesellschaftung von Grauwölfen und Braunbären, das unter anderem auch Einsichtsmöglichkeiten aus den Schlafzimmern der Ferienhäusern bietet. Außerdem werden in diesem Bereich unter anderem noch Elche, Schwarzbären und Stellersche Seelöwen gehalten.

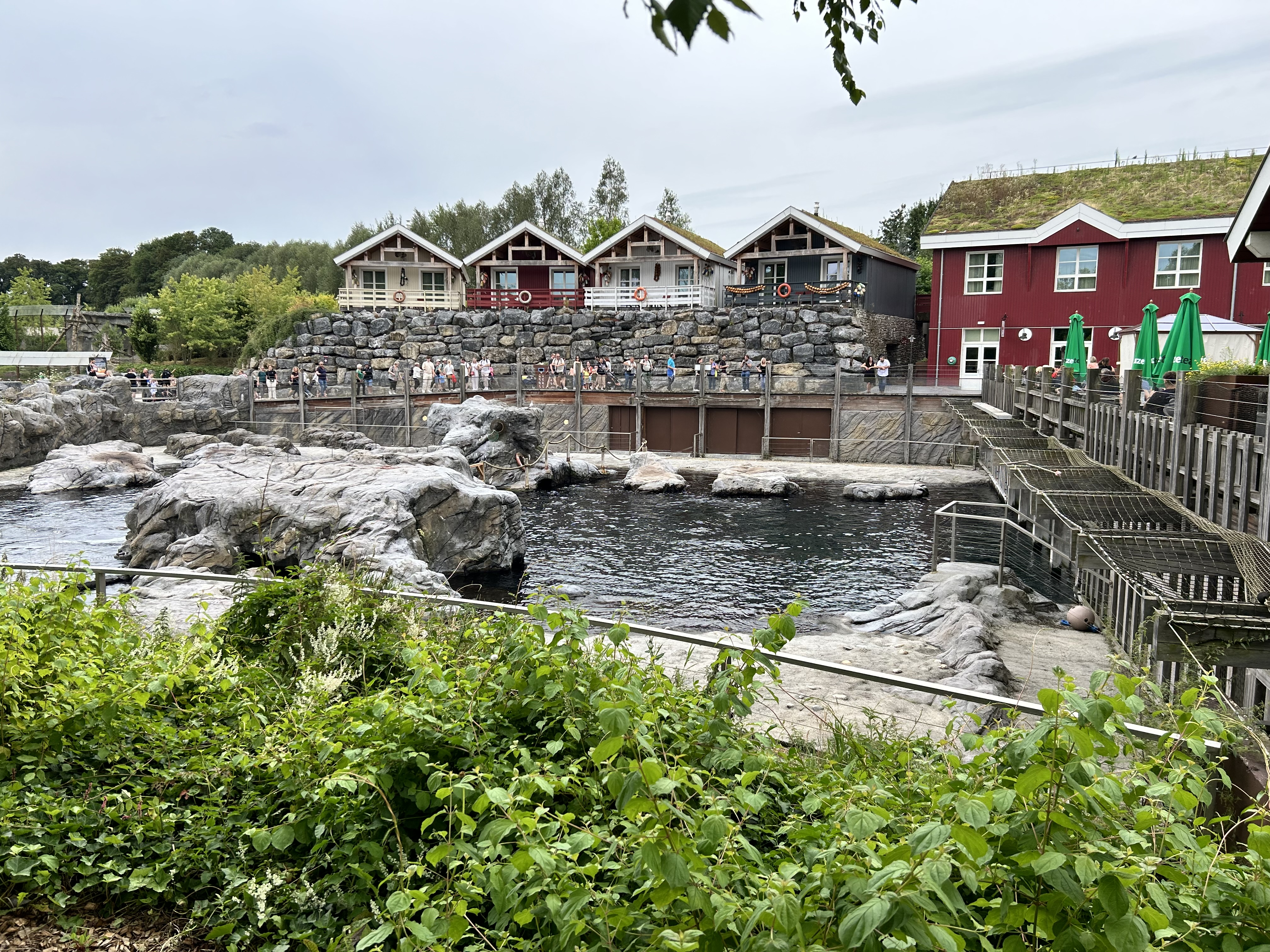
Blick auf das Gehege der Seelöwen und Übernachtungsmöglichkeiten
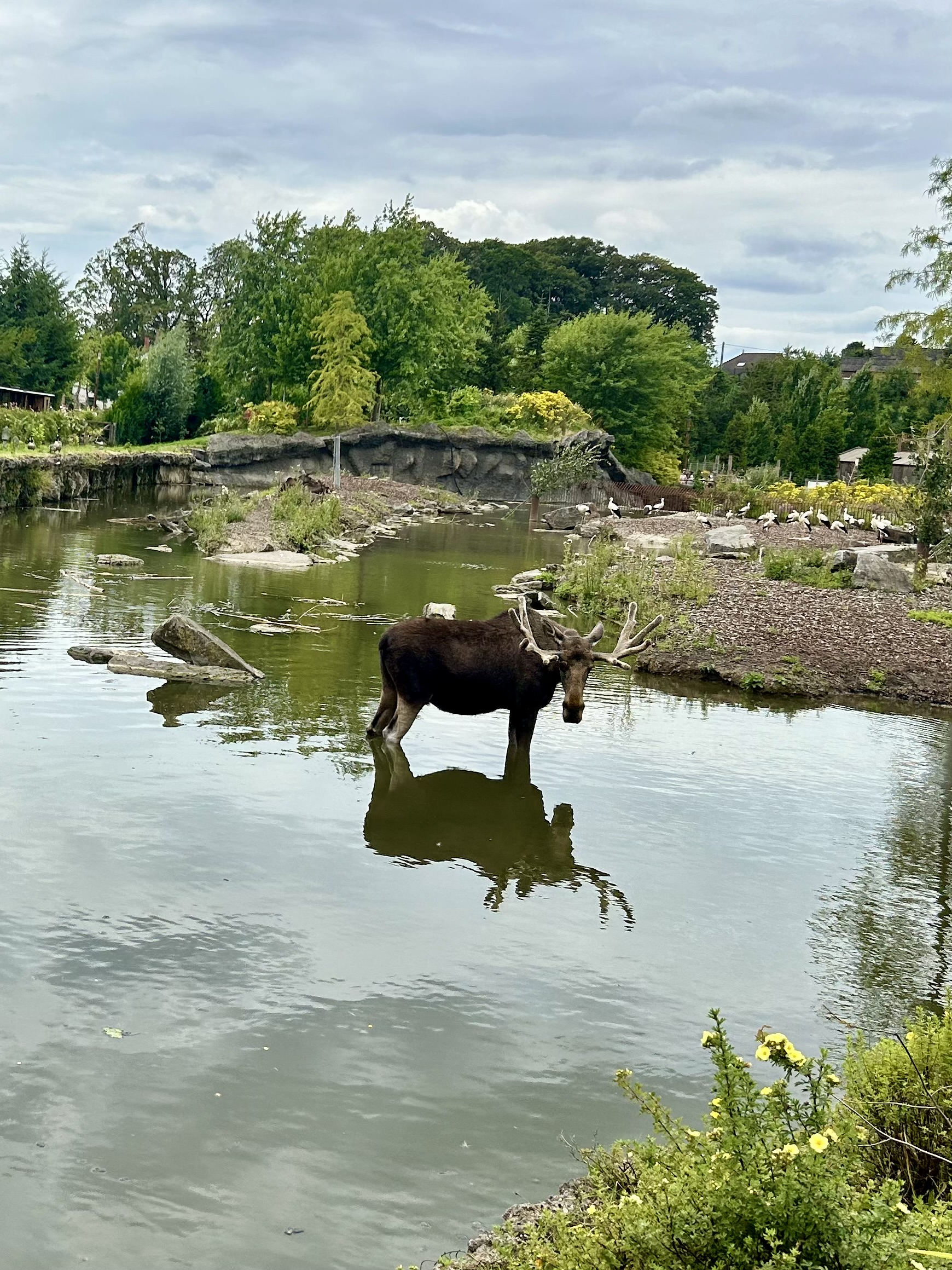
Gehege der Elche

### The Land of the Cold (La Terre du Froid)
Der antarktische und arktische Themenbereich umfasst weitere Übernachtungsmöglichkeiten mit Einblicken in die unterirdisch gelegene Höhle der Kaiserpinguine, in das Gehege der Eisbären und Walrosse. Außerdem befindet sich im Themenbereich der Nachbau eines Bergbaustollens mit einer Ausstellung über das Leben der Inuit sowie ein Restaurant im Stil eines russischen Holzbaus.

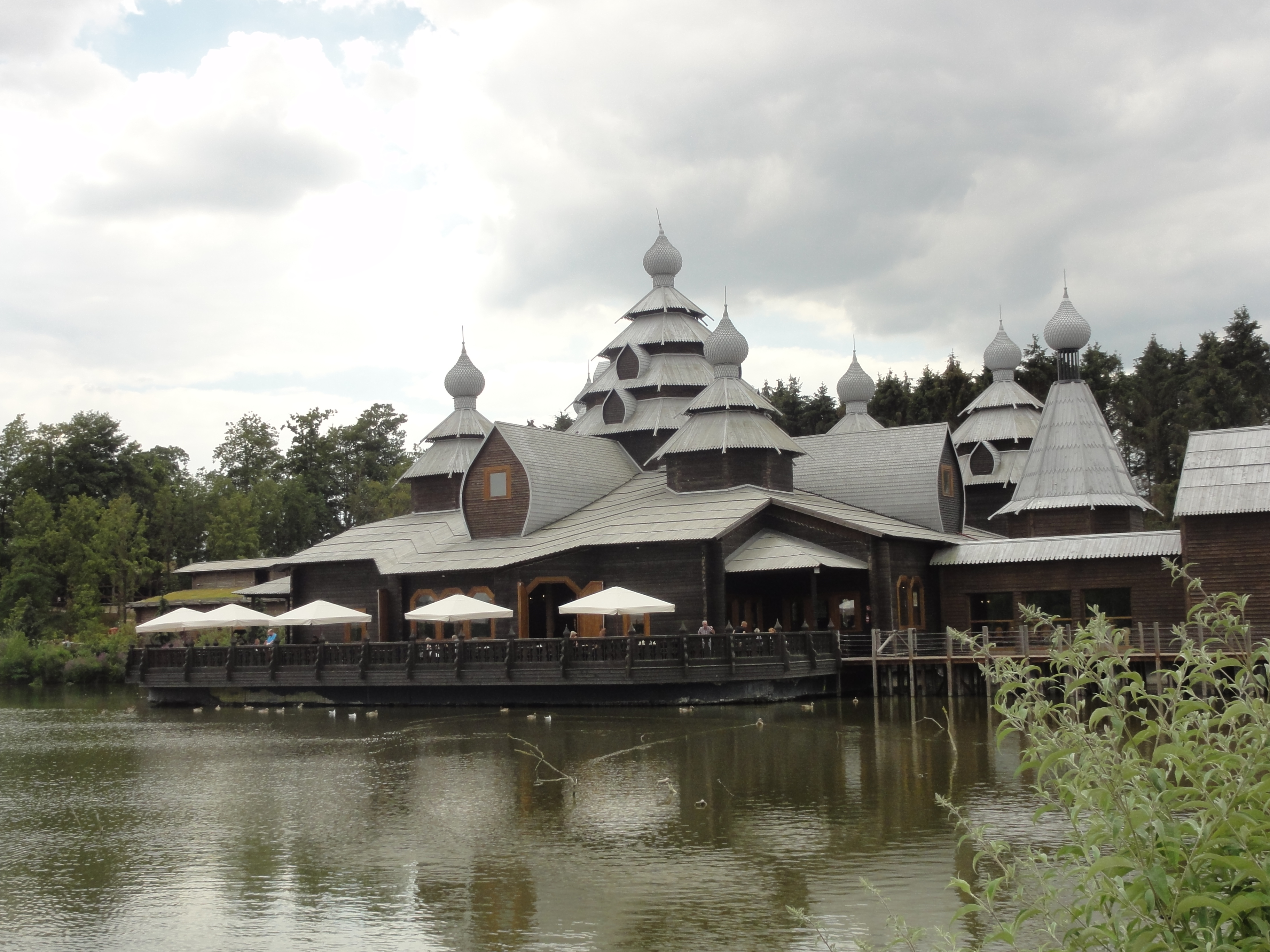
Gebäude im russischen Holzbaustil
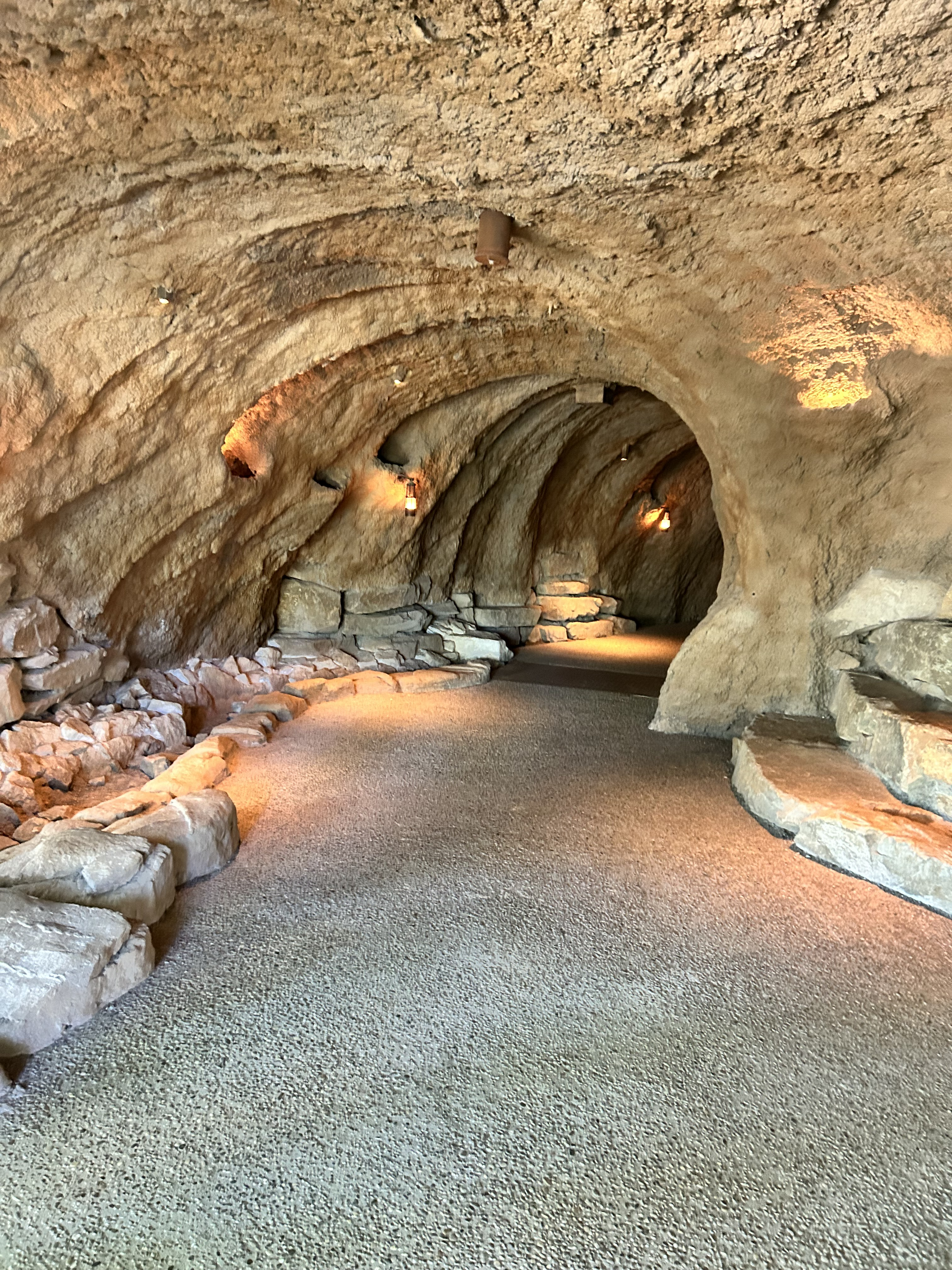
Nachbildung eines Bergwerkstollens

### The Southern Cape (Cap Austral)
In diesem kleinen Themenareal wird die Flora und Fauna Ozeaniens ausgestellt. Neben verschiedenen Kängurus in einem Kontaktgehege findet sich dort eine begehbare Voliere mit australischen Vögeln. Außerdem werden unter anderem Koalas, Helmkasuare und Tasmanische Teufel ausgestellt.

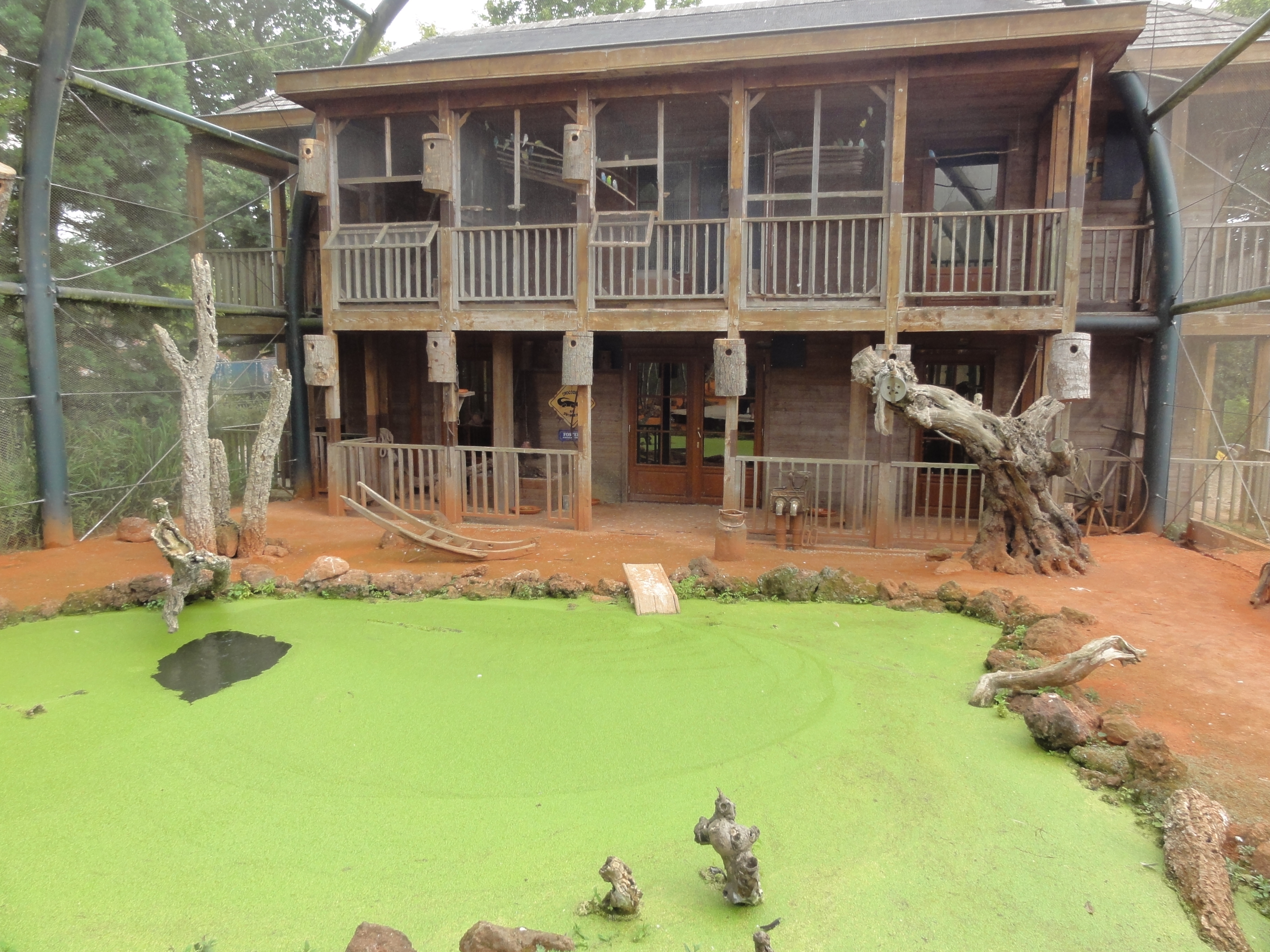
Voliere
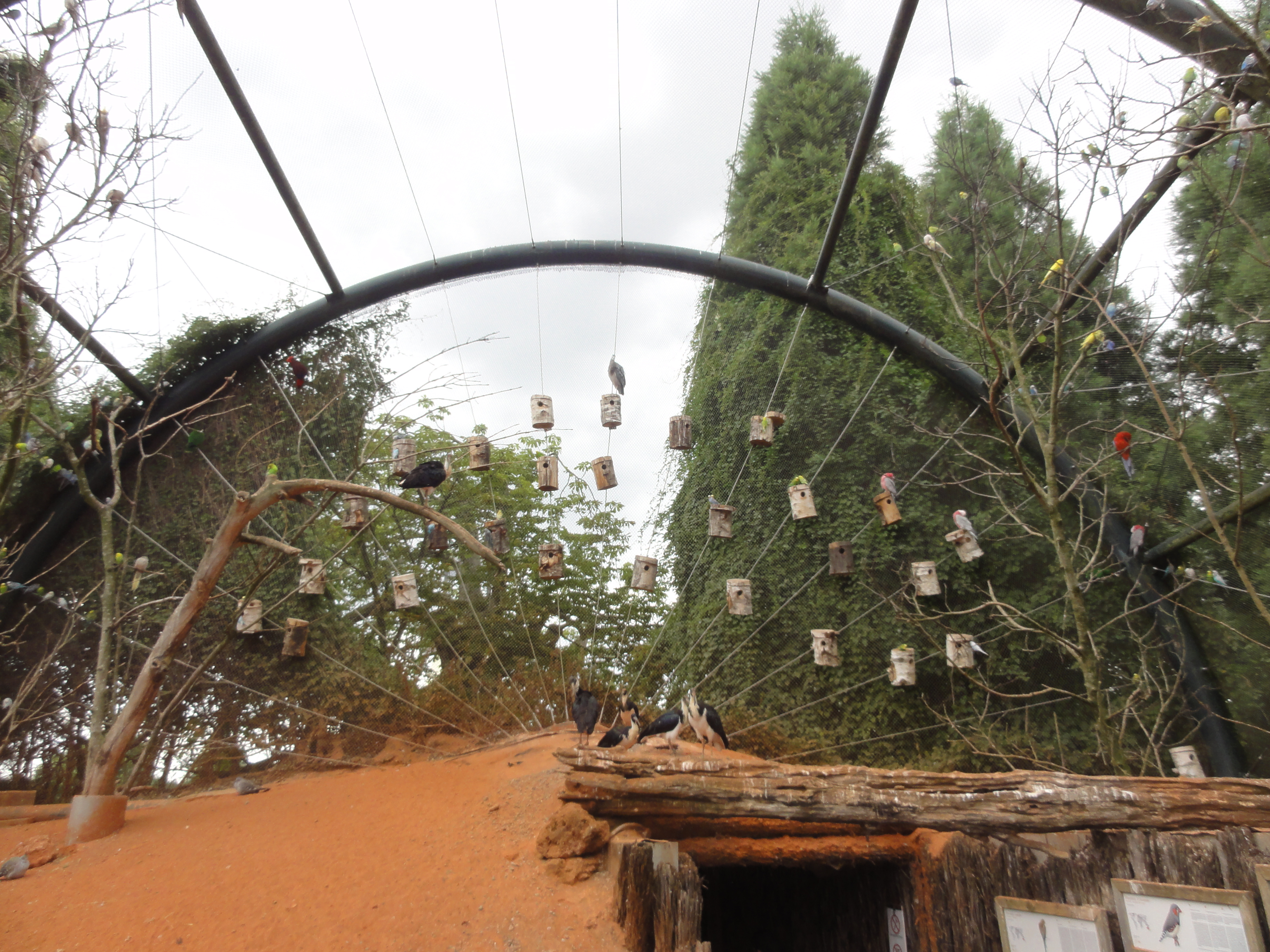
Voliere mit dem für Australien typischen roten Sand
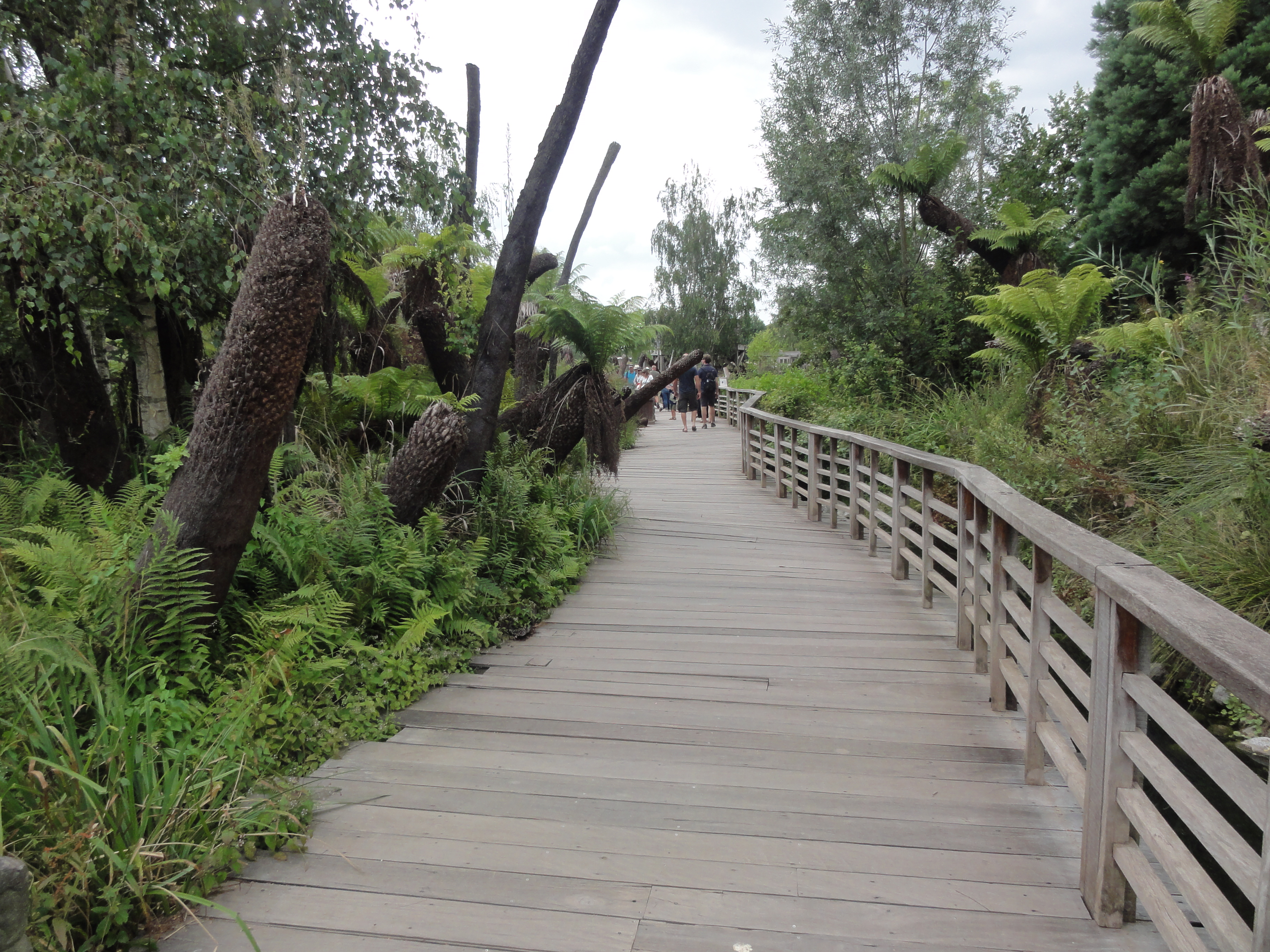
Kontaktgehege der Kängurus

### The Islands of the Rising Sun (Les îles du Soleil Levant)
Der 2024 neueröffnete Bereich entstand durch Aufschüttungen im mittig gelegene See des Parks zur Feier des 30-jährigen Bestehens von Pairi Daiza. Die vier entstandene Inseln entsprechen den vier japanischen Hauptinseln Honshū, Hokkaidō, Shikoku und Kyūshū. Im Themenbereich wird im Stil eines japanischen Gartens neben der Tier- und Pflanzenwelt Japans auch die traditionelle japanische Architektur, eine Miniature des Fuji, ein Zen-Garten, die Verheirateten Felsen sowie Holzkunst von Katsushika Hokusai präsentiert. Unter anderem werden Sikahirsche, Siamangs, Marderhunde und Mandschurenkraniche gehalten. Insgesamt umfasst der Bereich etwa einen Hektar und ist damit die kleinste der Welten.

## Arterhaltungs- und Schutzprogramme
Seit seiner Gründung ist der Zoo Pairi Daiza aktiv an Projekten zur Erhaltung vieler gefährdeter Arten beteiligt, darunter Vögel, Säugetiere, Fische und Reptilien. In Anbetracht dieses Ziels hat der Park eine Reihe von Initiativen ergriffen, beispielsweise die Stärkung des Bewusstseins für Nachhaltigkeit sowie wissenschaftliche Untersuchungen, Zuchtprogramme und Auswilderung für gefährdete Arten. Alle diese Programme werden in enger Absprache mit der European Association of Zoos and Aquaria (EAZA) im Rahmen des Europäischen Erhaltungszuchtprogramms (EEP) durchgeführt.
In einer speziellen Auffangstation im Zoo werden Reptilien und Amphibien, die von Privatpersonen abgegeben oder in einigen Fällen beschlagnahmt wurden, aufgenommen. Da es sich dabei oft um neobiotische Arten handelt, soll ihnen eine Lebensumgebung geboten werden, die mit ihren spezifischen Bedürfnissen kompatibel ist und sie von schädlichen Einflüssen auf die heimische Fauna abhält. Das Projekt wird gemeinsam mit dem World Wildlife Fund For Nature (WWF) durchgeführt. Die Auffangstation befindet sich in einer Nachbildung des englischen Walfangschiffs Mersus Emergo, das von 1870 bis 1914 in Betrieb war. Die Schiffsnachbildung liegt in einem der Seen auf dem Gelände vor Anker.
Mit der Pairi Daiza Foundation unterhält der Zoo eine Stiftung, die sich um Arterhaltung in den Herkunftsländern bemüht. 2023 wurden beispielsweise fast zwei Millionen Euro in lokale Naturschutzprojekte investiert.